# Conus amadis
Conus amadis is een in zee levende slakkensoort die behoort tot de familie Conidae.

## Voorkomen en verspreiding
Conus amadis is een carnivoor die tot 110 mm lang kan worden. Deze soort leeft in ondiep warm water op zandgrond, rotsbodem en koraalriffen (sublitoraal) van de Maldiven en Sri Lanka tot en met Thailand en Sumatra (Indopacifische provincie).